# 名侦探柯南：世纪末的魔术师
《名偵探柯南：世紀末的魔術師》（俄文：Детектив Конан: Волшебник Конца Века）），是日本漫画家青山剛昌漫画系列《名偵探柯南》的第3部剧场版，片長99分鐘。1999年4月17日在日本上映，在日本有14.5億日圓的票房收益。另外，此作也是歷代劇場版中第一部黑白漫畫化的作品。

## 本作特色
- 劇場版中首次以大阪為背景。
- 「世紀末的魔術師」除了指香坂喜一外，亦暗指在1999年的本作電影中大為活躍的怪盜基德。
- 本作中，怪盜基德已知曉工藤新一之真實身分，並於結尾時易容為新一，避免其身分曝光。此為基德首次易容為新一。
- 利用俄國二月革命、沙皇尼古拉二世家族等史實、人物為故事創作題材。
- 本片日語版中使用現代標準漢語稱念「你好」和毛利蘭、鈴木園子等角色名字（冒充中國人的浦思青蘭所使用，但仍有外語腔調）。
- 本電影中的天空樓閣的場景取自通天閣。

### 宣傳標語
- 日本：
- 臺灣：「誰才能解開世紀末最大的謎團？」

## 劇情簡介
鈴木財閥的倉庫中發現了俄羅斯羅曼諾夫王朝的遺產，第51個“帝國復活節彩蛋”，名為「記憶彩蛋」，並將在大阪展出，而警方得知怪盜基德在8月22日至23日晚上會出現在大阪。 柯南、服部平次、遠山和葉等人拜訪鈴木財閥會長時，遇到了俄羅斯大使館一等書記官谢尔盖·奥夫钦尼可夫、藝術品經銷商乾将一、羅曼諾夫王朝研究員浦思青蘭以及自由影像創作家寒川龍，這一行人都想得到這一顆彩蛋。鈴木財團的會長對於彩蛋一事，表示改天再談。重要的是要先保護好這顆蛋，免得被怪盜基德拿走。
後來，毛利一行人與警方在觀賞這顆彩蛋的同時也在探討怪盜基德下手的時間點。毛利认为根据预告函，犯案时间是三点，因为拉丁字母的第十二個字是「L」，也就是對應手錶的三點整。
柯南和平次直到最後一刻才發現，基德預言的時間其實是晚上七點二十分，地點是通天閣。中森警官將假的彩蛋搬到了一個展覽室，只有有限的警力在大樓的一個房間裡看守著真的彩蛋，但基德通过炸掉大阪市的发电站导致停电，再通過尋找醫院或飯店以外有备用發電機運作的地方確定位置，並偷走了彩蛋。在追趕基德的過程中，平次為了閃避前方路口來的車輛，從摩托車上摔了下來，柯南獨自一人繼續追趕，然而基德突然被枪击中掉入海中，生死不明。柯南發現了一隻受傷的鴿子，以及基德受損的單片眼鏡。
為了檢查彩蛋是否有損壞，铃木家決定停止展覽，並用自家邮轮將其帶回東京。 除了柯南和谢尔盖之外，糕點師香坂夏美也在船上。她是在彩蛋製造工坊工作的日本籍工匠香坂喜市的曾孫女，整理祖母遗物时发现喜市的彩蛋设计图，便找到铃木家商谈。柯南发现设计图残片上的蛋形状不对应，推测原來畫上原本畫著兩顆蛋。后来发现蛋裡鑲嵌的鏡子是一面魔鏡，映照出德國風格的城堡。這是喜市在橫須賀建造的城堡，小五郎推測第二顆蛋就藏在那裡。在船上闲聊时，浦思青蘭表示自己是中国人，而柯南不小心说出自己的生日，小兰开始怀疑柯南就是新一。
攝影師寒川的项链被浦思看出是尼古拉二世之女玛丽亚的戒指，但他回房后不久就被殺，而且和基德相同是被擊中右眼。他的房間被洗劫一空，羽毛枕头撕破了，他的戒指不見了，拍攝的錄影帶也不見了。在寒川的房間裡發現了鈴木會長的秘書西野真人的一支原子筆，西野的房間裡藏著一枚戒指，但柯南指出西野對羽毛過敏，鈴木財團的會長也證實了這一點。所以没有嫌疑。阿笠博士查阅资料告诉柯南，罪魁禍首是年齡不詳、性別不明的匪徒，名為「毒蝎」（Scorpion，又译“史考兵”），一個專門研究羅曼諾夫王朝遺產的強盜，杀人时总是对准右眼。
回到案發現場，西野回想到，原來他在亞洲旅行時見過寒川，當時寒川正在拍攝一個家燒被燒毀的女孩的畫面，西野提醒他不要拍攝，但他並沒有停下來，西野一氣之下揍了他一拳，寒川對西野懷恨在心，才用戒指陷害西野並將它的鋼筆丟在現場嫁禍給他，却沒想到会被毒蝎所殺害，毛利小五郎解釋道，兇手毒蝎大概是要拿走寒川拍攝到了足以揭穿毒蝎真面目的錄影帶和戒指，所以才將現場翻的亂七八糟。
柯南一行人與上船調查的白鳥警官、還有俄羅斯大使館的書記官、經銷商以及香坂喜市的曾孫女和他的管家一起抵達城堡的大門口找尋第二個彩蛋的下落，和阿笠博士、少年侦探团会合，众人来到城堡内，經銷商乾将一假借上廁所名義，來到一間畫室，四處翻找，在其中一幅畫底下找到了一個保險箱，利用工具將它撬開，以為裡面就是彩蛋，結果裡面是一堆珠寶，起了偷竊之心的他，順勢也想全部拿走，殊不知喜市老爺早就在保險箱做了防盜裝置，將他的手扣住。
後來一行人來到了喜市的辦公室，柯南在毛利點煙之後發現有風從下往上，找到了地下室的入口。进入地下室需要输入一段俄文，但不论是彩蛋的名称“回忆”还是香坂喜市的名字都不对。此时浦思说出夏美小时候听到的奇怪句子，作为俄国外交官的谢尔盖立刻反应出这是俄文“世紀末的魔術師”，输入后果然正确。
他們進來後沒多久，柯南在附近聽見有異音，於是便前往查看，乾将一也發現疑似有人在那，也前往查看，後來兇手因為被乾将一看到臉了，然後將其殺害。柯南那邊是遇到了少年偵探團，便一同繼續前往。他們走到一條死路後上面呈現很多鳥的图案，其中最大的是一只戴王冠的雙頭鹰（沙皇俄国的象征），柯南靈機一動，叫白鳥使用手電筒照射王冠，突然發光後，地下室的另一個門在再度打開。
众人在地下室的深處发现一個灯台，旁边的棺材里安葬着喜市的俄羅斯妻子、夏美的曾祖母，还放着一颗大彩蛋。将铃木会长收藏的彩蛋放进大彩蛋里，再放在灯台上，用强光照射下方镜子，四周墙壁上就能反射出俄国皇室的生前画面，以及喜市和妻子的合照。谢尔盖告诉夏美，这彩蛋应属于她。
正当小五郎觉得一切结束时，柯南发现有红外线对准其右眼，就扔出手电筒使其躲过一劫；小兰听到柯南呼喊，也躲过了凶手的袭击。夏美逃跑时摔倒，彩蛋被神秘人抢走。
柯南一直追神秘人，神秘人在城堡內潑灑了汽油，並點燃。柯南在途中用变声器模仿死者声音，揭露了凶手身份——浦思青蘭。她假装是中国人，其實是拉斯普丁的後裔；把她的名字用中文读出来，再用日文假名音译并掉换位置，就成了“拉斯普钦”。柯南推断，浦思認為羅曼諾夫王朝的寶藏本來應該屬於與皇室關係密切的拉斯普丁家族，所以才会不断收集俄国皇室财宝；杀人时对准右眼，是为了致敬先祖；杀掉寒川，是认为他拍到自己房里拉斯普丁的照片；打算杀害小五郎，只是因為小五郎说拉斯普钦“是一个大坏蛋”。柯南挑釁浦思發射了手槍中的最後一發子彈，但他右眼镜片做过强化，子弹弹开了，于是柯南用强力鞋将浦思击倒，白鸟警官此时进入火海，抱着浦思，和柯南一起离开；困在城堡中的其他人，则凭借灰原的指引离开，完整的彩蛋则在事后归夏美小姐所有。
回到侦探事务所后，小蘭對柯南的真實身份再次起了疑問，正當柯南要說出真相時，偽裝成新一的基德出現了。原来柯南和夥伴遇到的白鳥警官是基德喬裝的，他偷彩蛋只是为了還給夏美。柯南告訴基德，夏美的曾祖母就是俄国公主瑪麗亞；她和喜市在十月革命后逃到了日本，而香坂家的城堡之所以是德式的建築，是因為瑪麗亞的母親是德国人。基德希望柯南不要讲出这些秘密，柯南表示同意。而至于为什么基德要帮柯南在小兰面前解围，柯南认为那是为了感谢他们照顾基德的鸽子。

## 登場角色

### 原作角色
| 角色         | 配音       | 配音     | 配音     | 簡介 |          |
| 角色         | 日本       | 臺灣     | 香港     | 簡介 |          |
| 主要角色     | 主要角色   | 主要角色 | 主要角色 | 主要角色 | 主要角色 |
| ------------ | ---------- | -------- | -------- | --- | -------- |
| 江戶川柯南   | 高山南     | 蔣篤慧   | 周恩恩   | 本作品男主角，原高中生名偵探工藤新一，被黑暗組織的琴酒灌下毒藥而縮小身體變成小孩，後化名為江戶川柯南，寄住在毛利家中並暗中調查黑暗組織。 |          |
| 工藤新一     | 山口勝平   | 劉傑     | 李家傑   | 本作品男主角，原高中生名偵探工藤新一，被黑暗組織的琴酒灌下毒藥而縮小身體變成小孩，後化名為江戶川柯南，寄住在毛利家中並暗中調查黑暗組織。 |          |
| 怪盜基德     | 山口勝平   | 官志宏   | 李家傑   | 國際通緝犯，神出鬼沒的大怪盜，與柯南的關係既是對手又是合作者。                                                                           |          |
| 毛利蘭       | 山崎和佳奈 | 魏晶琦   | 劉惠雲   | 本作品女主角，新一的青梅竹馬，運動神經發達，擅長空手道，曾獲得全國高中空手道關東大賽的冠軍。                                             |          |
| 毛利小五郎   | 神谷明     | 官志宏   | 黃志明   | 小蘭的父親，英理的丈夫，私家偵探，外號沉睡小五郎，原刑警，辭職後在家開設毛利偵探事務所。                                                 |          |
| 警察相關角色 |            |          |          | |          |
| 目暮十三     | 茶風林     | 徐健春   |          | 警視廳搜查一課的警官（警部），曾是毛利小五郎的上司，經常在兇案現場要求部下調查相關證據。                                                 |          |
| 白鳥任三郎   | 鹽澤兼人   | 官志宏   |          | 警視廳搜查一課的警官（警部補），出身於豪門。 於休假期間遭怪盗基德假扮。                                                                  |          |
| 高木涉       | 高木涉     | 劉傑     | 陳志強   | 警視廳搜查一課的刑警（巡查部長），會聽小孩的意見，與少年偵探團關係極好。本作電影版初登場。                                               |          |
| 中森銀三     | 石塚運昇   | 劉傑     | 陳志強   | 警視廳搜查二課警部，致力於逮捕怪盜基德。                                                                                                 |          |
| 茶木神太郎   | 田中信夫   | 徐健春   | 黃啟明   | 警視廳搜查二課警視，中森銀三的上司。 |          |
| 朋友相關角色 |            |          |          | |          |
| 阿笠博士     | 緒方賢一   | 徐健春   | 周永光   | 工藤家的鄰居兼好友，科學家兼發明家，會發明出一些道具讓柯南在案件中使用，在灰原哀逃離黑暗組織後收留她。                                   |          |
| 灰原哀       | 林原惠     | 魏晶琦   | 鄧潔麗   | 柯南的搭檔兼好友，本名宮野志保，原黑暗組織科學家雪莉。吃下毒藥而縮小身體，逃離組織後寄住在阿笠家中，並化名灰原哀。                       |          |
| 吉田步美     | 岩居由希子 | 陶敏嫻   | 莊巧兒   | 三人為帝丹小學一年級生，後來與轉學生柯南和灰原一同組成少年偵探團。                                                                       |          |
| 小嶋元太     | 高木涉     | 劉傑     | 陳志強   | 三人為帝丹小學一年級生，後來與轉學生柯南和灰原一同組成少年偵探團。                                                                       |          |
| 圓谷光彦     | 大谷育江   | 魏晶琦   | 曾月娥   | 三人為帝丹小學一年級生，後來與轉學生柯南和灰原一同組成少年偵探團。                                                                       |          |
| 鈴木園子     | 松井菜櫻子 | 陶敏嫻   | 莊巧兒   | 小蘭的好友兼同學，鈴木財團的二千金，時常邀請毛利家參加各式的宴會活動。                                                                   |          |
| 服部平次     | 堀川亮     | 官志宏   | 陳健豪   | 知名的關西高中生偵探，與和葉互為青梅竹馬，和新一是好友，亦為劍道高手。                                                                   |          |
| 遠山和葉     | 宮村優子   | 蔣篤慧   | 曾月娥   | 平次的青梅竹馬，和小蘭是好友，為合氣道高手。                                                                                             |          |
| 鈴木史郎     | 松岡文雄   | 徐健春   | 周永光   | 鈴木財團董事長，園子的父親。 |          |
| 步美的媽媽   | 佐藤忍     | 魏晶琦   | 曾月娥   | 在本片開頭要步美快點上床睡覺。 |          |

### 本作角色
| 角色                | 配音                                | 配音               | 配音          | 簡介 |          |
| 角色                | 日本                                | 臺灣               | 香港          | 簡介 |          |
| 本作要角            | 本作要角                            | 本作要角           | 本作要角      | 本作要角 | 本作要角 |
| ------------------- | ----------------------------------- | ------------------ | ------------- | --- | -------- |
| 浦思青蘭            | 藤田淑子                            | 陶敏嫻             | 鄧潔麗        | 27歲，羅曼諾夫王朝研究家。本作犯人「Scorpion（蠍子）」，偽裝成中國人，實為俄羅斯人，怪僧拉斯普欽的後裔，其化名重新排列自「拉斯普欽」。 |          |
| 香坂夏美            | 篠原惠美                            | 陶敏嫻             | 曾月娥        | 27歲，西點师傅，日俄混血兒。現定居法國巴黎，為整理祖母的遺物返回日本。彩蛋製作者喜一的曾孫女。 |          |
| 乾將一              | 大塚周夫                            | 徐健春             | 黃啟明        | 45歲，美術商人。第二位遭殺害者。 |          |
| 澤部藏之助          | 依田英助                            | 劉傑               | 黃志明        | 65歲，香坂家的管家。 |          |
| 寒川龍              | 大塚芳忠                            | 劉傑               | 陳志強        | 32歲，自由映像作家。第一位被殺者，被認為發現青蘭房中祖先拉斯普欽的照片而被槍殺。 |          |
| 西野真人            | 宮本充                              | 劉傑               | 李家傑        | 29歲，鈴木財團祕書。有羽毛過敏症。精通英語、法語、德語。 |          |
| 谢尔盖·奥布谢尼可夫 | 壤晴彥                              | 劉傑               |               | 41歲，俄羅斯駐日大使館一等書記官。精通日語，代表俄羅斯政府向鈴木財團要求將「回憶之卵」歸還給俄羅斯。最終表示俄羅斯政府已宣布放棄「回憶之卵」的所有權。 |          |
| 其他配角            |                                     |                    |               | |          |
| 香坂喜一            | 不適用                              | 不適用             | 不適用        | 已故角色。夏美的曾祖父，彩蛋製作者，妻子為沙皇尼古拉二世的三女兒瑪麗亞。俄國二月革命後曾救下原要被處決的瑪麗亞，之後帶著她返回日本定居時結婚，由於妻子瑪麗亞在產下女兒後就去世，為了不讓妻子的遺體被外界發現於是變賣她帶來的所有珠寶，之後在橫須賀建造城堡（德國式建築，其因瑪麗亞的母親亞歷山德拉·費奧多羅芙娜皇后為德國人），在安葬亡妻瑪麗亞的同時並在城堡內設下許多的機關。本片片名「世紀末的魔術師」是他在1900年巴黎世博會上被人賦予的外號。（现实中的玛丽亚在1918年与俄国皇室一族被布尔什维克集體處決） |          |
| 拉斯普欽            | 不適用                              | 不適用             | 不適用        | 真實歷史人物，外號「怪僧」，深受俄國王室信任的神祕學家。在香坂喜一的書房裡掛有他的簽名照。青蘭之祖先。 |          |
| 鑑識員              | 中嶋聰彥                            | 劉傑               | 黃啟明        | 寒川龍被害事件現場檢證的鑑識官。 |          |
| 警官                | 小上裕通 井上隆之 千葉一伸 布目貞雄 | 劉傑 官志宏 徐健春 | 李家傑 周永光 | 参加怪盗基德搜查會議的警官。 |          |

## 音樂
| 類別   | 曲名          | 作詞     | 作曲     | 編曲     | 演唱     |
| ------ | ------------- | -------- | -------- | -------- | -------- |
| 主題曲 | ONE           | 稻葉浩志 | 松本孝弘 | B'z      | B'z      |
| 插曲   | I'll be there | 三枝翔   | 大野克夫 | 大野克夫 | 菅井えり |
| 插曲   | キミがいれば  | 高柳恋   | 大野克夫 | 大野克夫 | 伊织     |
| 插曲   | 爱はいつも    | 三枝翔   | 大野克夫 | 大野克夫 | 伊织     |

### 原聲帶

#### 歌曲
1. 名探偵コナン メイン・テーマ(世紀末ヴァージョン)
2. I`ll be there
3. 走るリムジン1
4. 怪盗キッド出現
5. 出動のテーマ1~予感
6. 怪盗キッドの予告状1
7. 恋のトランプゲーム占い(世紀末ヴァージョン)
  - 前作『14番目の標的』の同名楽曲の本作リアレンジバージョン
8. 蘭のテーマ(世紀末ヴァージョン)
9. イースターエッグの謎
10. 怪盗キッドの予告状2
11. スケボー大作戦
12. 行き止まり
13. コナンVS怪盗キッド
14. 出動のテーマ2~サイレンサー
15. 古城の神秘
16. 尋問
17. 阿笠博士のテーマ(世紀末ヴァージョン)
18. 想い出(世紀末ヴァージョン)
19. 空飛ぶ怪盗キッド
20. 走るリムジン2
21. 赤い光のスナイパー1
22. 古城の探索
23. 秘密の地下室
24. 古城のテーマ
25. 赤い光のスナイパー2
26. キミがいれば(世紀末ヴァージョン)
27. 城が燃えている
28. 愛はいつも
29. 飛び立つ鳩

## 工作人員
- 原作：青山剛昌
- 監督、分鏡：兒玉兼嗣
- 劇本：古內一成
- 演出：佐藤真人
- 演出補佐：矢野篤
- 人物設定 / 總作畫監督：須藤昌朋
- 作品設計：山中純子、糸島雅彦
- 作画監督：清水義治、兵頭敬、山中純子
- 特效作画監督：糸島雅彦
- 美術監督：涩谷幸弘
- 色彩設計：笠森美代子
- 撮影監督：野村隆
- 剪辑：岡田輝满
- 音響監督：小林克良
- 音響效果：横山正和
- 音乐：大野克夫
- 故事編輯：飯岡順一
- 製作人：諏訪道彦、吉岡昌仁
- 动画制作：TMS/V1 Studio
- 「名偵探柯南 世纪末的魔术师」製作委員會 
  - 小学馆
  - 读卖电视台
  - ShoPro
  - 環球音樂
  - 东宝株式會社
  - TMS Entertainment
- 发行：东宝

## 發行

### 影碟
- 日本：VHS发售：2000年4月12日；DVD发售：2001年3月28日；BD发售：2011年7月22日；4K數位重製版发售：2017年2月24日
- 香港：DVD/VCD發售：2006年10月27日（发行商：新一影業）
- 台灣：DVD/VCD發售：日語發音中文字幕/國語發音（發行商：普威爾）
- 台灣：BD發售：日語發音/國語發音/中文字幕(可關閉)（發行商：普威爾）

### 書籍
| 冊數 | 小學館         | 小學館             | 青文出版社    | 青文出版社         | 长春出版社 | 长春出版社         |
| 冊數 | 發售日期       | ISBN               | 發售日期      | ISBN               | 發售日期   | ISBN               |
| ---- | -------------- | ------------------ | ------------- | ------------------ | ---------- | ------------------ |
| 上   | 1999年9月18日  | ISBN 4-09-124875-6 | 2000年7月26日 | ISBN 957-595-532-3 | 2006年6月  | ISBN 7-5445-0215-5 |
| 下   | 1999年10月18日 | ISBN 4-09-124876-4 | 2000年7月26日 | ISBN 957-595-533-1 | 2006年6月  | ISBN 7-5445-0216-3 |

## 外部連結
- 互联网电影数据库（IMDb）上《名侦探柯南：世纪末的魔术师》的资料（英文）
- 名探偵コナン 世紀末の魔術師 （页面存档备份，存于） - トムス・エンタテインメント
- 名探偵コナン 世紀末の魔術師 （页面存档备份，存于） - allcinema
- 名探偵コナン 世紀末の魔術師 （页面存档备份，存于） - KINENOTE
- 名探偵コナン 世紀末の魔術師 （页面存档备份，存于） - 日本映画データベース
- 名探偵コナン 世紀末の魔術師 （页面存档备份，存于） - 文化庁日本映画情報システム
- Detective Conan The Last Wizard of the Century （页面存档备份，存于） - オールムービー
- 名探偵コナン 世紀末の魔術師 （页面存档备份，存于） - 映画.com
- 名探偵コナン 世紀末の魔術師 （页面存档备份，存于） - Movie Walker
- 名探偵コナン 世紀末の魔術師 （页面存档备份，存于） - SF MOVIE DataBank
- 在Netflix上觀看《名侦探柯南：世纪末的魔术师》